# Schloss Merchingen

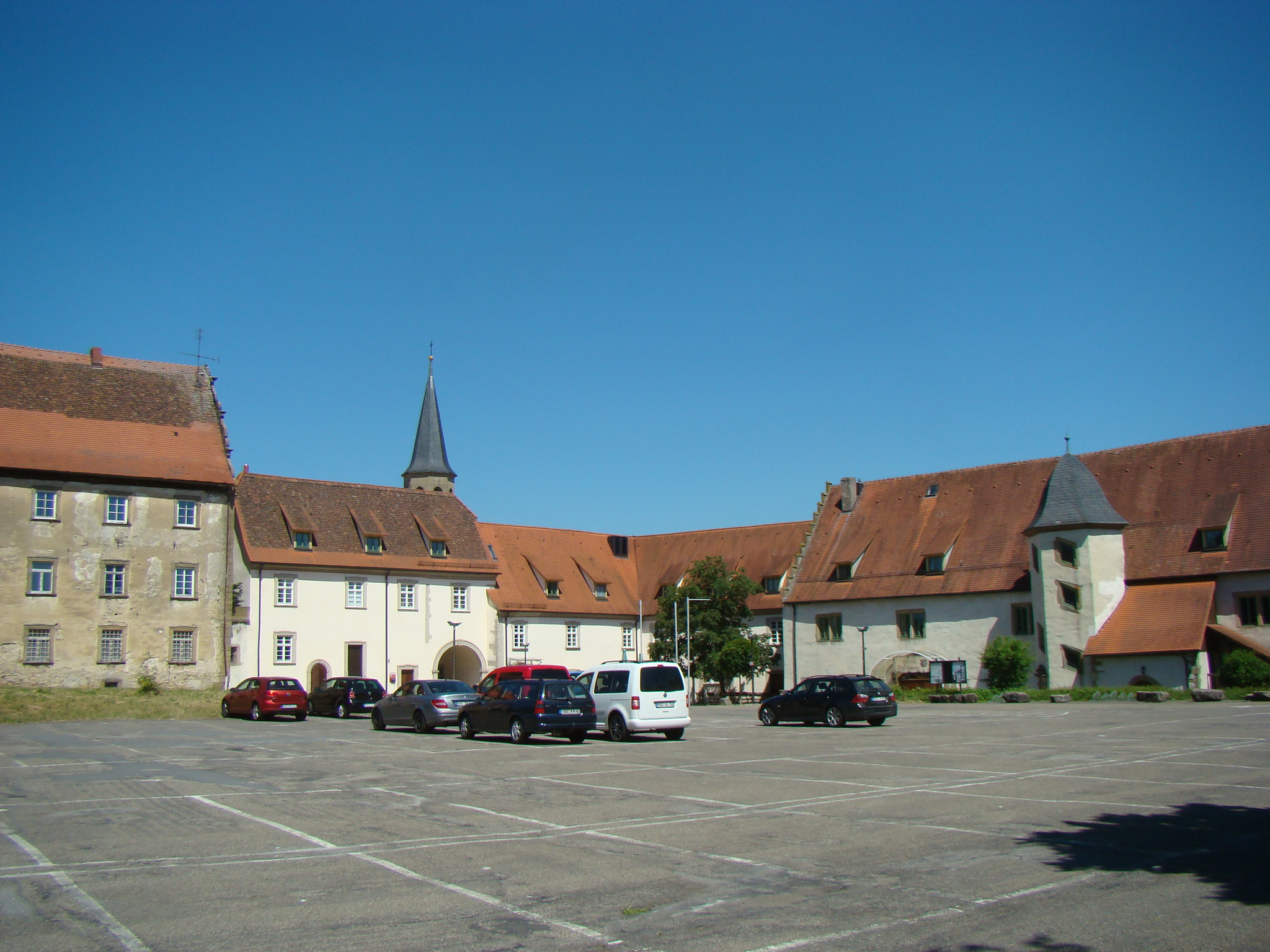
Schloss Merchingen

Das Schloss Merchingen steht in Ravenstein im Ortsteil Merchingen im Nordosten Baden-Württembergs. Es gilt als das größte zusammenhängende Schlossgebäude im Neckar-Odenwald-Kreis.

## Geschichte
Das Schloss Merchingen wurde 1593 von dem Rittergeschlecht der Aschhäuser erbaut. Es besteht aus im Winkel angeordneten Trakten mit versetzten Geschosshöhen.
Die verschiedenartigen Bauteile des Schlosses deuten darauf hin, dass es mehrere Bauphasen gab. Bestätigt wird das durch die verschiedenen Jahreszahlen, die in Stein gemeißelt am Schloss zu finden sind. 
Über dem Kellereingang ist die Jahreszahl 1566 graviert, während über dem Haupteingang die Inschrift „Anno Domini 1593 hat der edel und vest Johann Erasmus von Aschhausen zu Merchingen und Anna Katharina von Aschhausen geb. von Rheinberg, beide Eheleut diesen Bau vollführt. Verflucht sei dess Blut, der verthut das Gut!“ zu sehen ist. 
Die drei Töchter von Aschhausen erbten das Gut jeweils zu gleichen Teilen. Eine der Töchter, Maria Brigitta, vererbte ihren Anteil wiederum an ihre drei Töchter, sodass jede Enkelin  ein Neuntel des Besitzes von Merchingen erhielt. Die Enkeltochter von Aschhausen Marie Jakobe vermählte sich 1649 mit Johann Wolfgang von Berlichingen, der begann, die restlichen verteilten Neuntel zu erwerben. 1709 ging das Schloss komplett in den Besitz der Herren von Berlichingen über.
1964 erwarb die Gemeinde das Schloss Merchingen, indem sie die Saalbauten des Schlosses gegen ca. 4 ha Wald tauschte.
Der Ortsvorsteher Emil Otterbach gründete 1982 den „Förderverein Schlossausbau“, um dem Verfall des Gebäudes entgegenzuwirken. Im Jahr 1995 wurde das Schloss von dem Förderverein zu einem Schlosshotel umgebaut. Der Wohnbau ist bis heute im Besitz der Herren von Berlichingen.

## Heutige Nutzung
1892 begann die von Emil Otterbach gegründete „Bürgeraktion Ausbau des stadteigenen Schlossteils in Merchingen“ bzw. der Verein „Förderverein Schlossausbau“, die erworbenen Saalbauten des Schlosses zu renovieren. So wurden Tor und Eckbau durch den Förderverein restauriert und zum Schlosshotel umgestaltet und mehrere Vereinsräume, ein Heimatmuseum, ein Tagungsraum und ein Frühstücksmuseum geschaffen. Der 1991 umbenannte „Förderverein Schloss mit Heimatmuseum e. V.“  fördert weiterhin den Ausbau des Schlosses sowie die Bewahrung des Museums und die Neustrukturierung des Außenbereichs. Das Schlosshotel verfügt über 13 Zimmer.